# Ardisia escallonioides
Ardisia escallonioides Schltdl. & Cham. – gatunek roślin z rodziny pierwiosnkowatych (Primulaceae). Występuje naturalnie w Meksyku, Belize, Gwatemali, Hondurasie, Kostaryce, na Kubie, Dominikanie, Bahamach oraz Małych Antylach. Ponadto został introdukowany w Stanach Zjednoczonych (na Florydzie). 

## Morfologia
PokrójZimozielone drzewo lub krzew. Dorasta do 1–11 m wysokości.
LiścieBlaszka liściowa ma eliptyczny lub lancetowaty kształt. Mierzy 3,2–17,5 cm długości oraz 1,3–6,2 cm szerokości, jest całobrzega, ma tępą lub klinową nasadę i ostry wierzchołek. Ogonek liściowy jest nagi i ma 5–12 mm długości.
KwiatyZebrane po 6–18 w wiechach wyrastających na szczytach pędów. Mają 5 lub 6 działek kielicha o owalnym kształcie i dorastające do 2 mm długości. Płatków jest 5 lub 6, są lancetowate i ma białą lub różową barwę oraz 6–7 mm długości.
OwocPestkowce mierzące 4-7 mm średnicy, o kulistym kształcie.

## Biologia i ekologia
Rośnie na wybrzeżu, na terenach skalistych, na wysokości do 100 m n.p.m.